# Chanter plus fort que la mer
Pour plus de détails, voir Fiche technique et Distribution.
Chanter plus fort que la mer est un documentaire sorti en 2003. Il raconte l'histoire du Festival en chanson de Petite-Vallée en Gaspésie et de ses habitants passionnés de musique. C'est le premier film du tamdem Guylaine Maroist et Éric Ruel des Productions de la ruelle.

## Synopsis
Chanter plus fort que la mer raconte l’histoire de la passion pour la chanson des habitants du village de Petite-Vallée, en Gaspésie. Pour la réalisatrice Guylaine Maroist la question était de savoir "pourquoi les 328 habitants du village entretenaient un tel amour pour le chant". Le filme porte plus particulièrement sur l’histoire de la famille de musiciens et de chanteurs, les LeBreux, qui, grandement éprouvés par la perte en mer de certains de leurs enfants, surmontent leur peine en "chantant plus fort que la mer". Ils créont, avec leurs concitoyens le Festival de la chanson de Petite-Vallée dont le rayonnement, aujourd'hui, dépasse l'Atlantique et représente un "événement exceptionnel".
Soutenu par l’Office national du film du Canada et Radio-Canada, Chanter plus fort que la mer raconte aussi l’histoire des participants de l’édition de l’été 2002 du Festival, filmant les ateliers de formation donnés par les chanteurs Richard et Marie-Claire Séguin, Michel Rivard, Louise Forestier et Luce Dufault, les discussions et la grande fête de la fin du concours. "Une rencontre avec les aînés du village et un atelier animé par Marie-Claire comptent parmi les moments forts du documentaire riche en image"

## Fiche technique
- Production : Les Productions de la ruelle inc.
- Producteurs : Guylaine Maroist, Éric Ruel et Jean-François Perreault
- Réalisateurs : Guylaine Maroist et Éric Ruel
- Images : Jean-François Perreault
- Montage : Éric Ruel
- Scénario : Guylaine Maroist
- Mixage sonore : Jean-Paul Vialard
- Direction de production : Isabelle Lacasse

## Réception
Le film reçoit des critiques chaleureuses. Selon Paul Cauchon du Devoir le film "aux très belles images apporte une note d'espoir en racontant l'histoire d'un événement qui fait la fierté des villageaois. Pour Alexandre Vigneault de La Presse, "la beauté du film tient à la délicatesse avec laquelle on aborde la dimension humaine du Festival.
Présenté en France, le film reçoit une critique plus que favorable du Courrier de l'Ouest qui écrit "Ce film est une indéniable réussite, émouvante et forte, terriblement humaine. Au bout du Nouveaux Monde, les superbes paysages se mêlent aux polyphonies".

## Nominations
- 2004 : nomination au Prix Gémeaux, dans les catégories "Meilleur montage", "Meilleur montage sonore" et "Meilleur documentaire culturel".